# Jean-Marie Georges Girard de Soubeyran

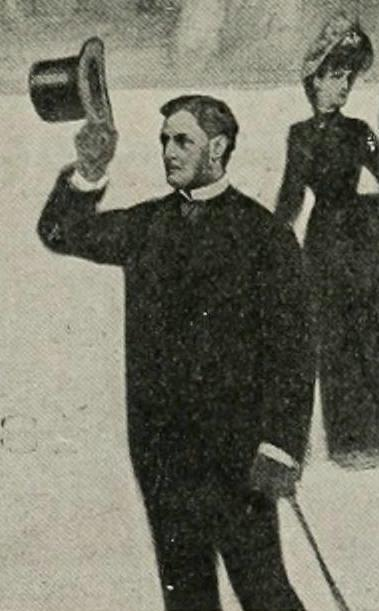
Jean-Marie Georges Girard de Soubeyran (Panorama Le "Tout-Paris" - Charles Castellani

Jean-Marie Georges Girard de Soubeyran, född den 3 november 1829 i Paris, död där den 2 februari 1897, var en fransk politiker och finansman. Han var dotterson till Anne Jean Marie René Savary.
Soubeyran var 1860-78 biträdande direktör (sous-gouverneur) i franska hypoteksbanken (Crédit fonder). Han invaldes 1863 i lagstiftande kåren, 1871 i nationalförsamlingen och 1876 i deputeradekammaren, som han tillhörde till 1893. I sin politiska verksamhet intresserade han sig huvudsakligen för finansiella frågor. Under tredje republiken slöt han sig till det monarkisk-konservativa partiet och sedermera till boulangismen. År 1894 upptäcktes oegentligheter i två stora finansinstitut, för vilkas styrelser Soubeyran varit ordförande, i följd varav han häktades. Innan domstolen fällt sitt utslag avled Soubeyran.